# Beth Jacob Social Hall and Congregation
Beth Jacob Social Hall and Congregation es un edificio histórico ubicado en Miami Beach, Florida.  Beth Jacob Social Hall and Congregation se encuentra inscrito en el Registro Nacional de Lugares Históricos desde el 16 de octubre de 1980. Actualmente sirve como museo, con el nombre Museo Judío de Florida (Jewish Museum of Florida).  

## Ubicación
Beth Jacob Social Hall and Congregation se encuentra dentro del condado de Miami-Dade en las coordenadas 25°46′20″N 80°08′04″O / 25.772222, -80.134444.